# Volta do mundo
 (décembre 2022).
Si vous disposez d'ouvrages ou d'articles de référence ou si vous connaissez des sites web de qualité traitant du thème abordé ici, merci de compléter l'article en donnant les références utiles à sa vérifiabilité et en les liant à la section « Notes et références ».
La volta do mundo ("tour du monde", en portugais) est un mouvement stratégique de capoeira utilisé pour se reposer quand on a beaucoup joué ou pour reprendre le jeu sur une nouvelle base, et qui consiste à marcher en tournant dans la roda dans le sens contraire des aiguilles d'une montre. Celui qui veut faire la volta do mundo le signale d'abord à l'autre en tapant des mains derrière le dos pour signifier son épuisement et marquer la pause, ou alors en faisant signe à son partenaire de marcher en lui indiquant le chemin à suivre.
La volta do mundo ne doit pas être considérée comme une pause car, même si on interrompt l'échange de coups, le jeu continue toujours tant qu'il n'y a pas eu de compra ou d'aperto de mão (ces éléments peuvent très bien survenir pendant la volta do mundo). C'est pourquoi il faut rester sur ses gardes car il peut arriver que l'un des deux capoeiristes attaque l'autre par surprise.
Ce mouvement existe aussi en tant que chamada, et peut aussi être appelé chamada de descanso (litt. "appel de repos"). La chamada de volta do mundo n'est pas vraiment différente de la volta do mundo normale, à ceci près que les deux capoeiristes tournent généralement avec le bras gauche tendu, en se touchant la main. Il faut évidemment être prudent car on reste à une bonne distance pour un coup de pied traître comme une rabo-de-arraia, une armada ou un coice.